# 우세영
우세영(禹世英, 1845년 ~ 1866년 3월 11일)은 조선의 천주교 박해 때에 순교한 한국 천주교의 103위 성인 중에 한 사람이다. 세례명은 알렉시오(Alexius)이다.

## 생애
우세영은 1845년에 황해도 서흥에서 태어났다. 그는 부유한 양반 집안의 셋째 아들이었다. 그는 형제들과 함께 체계적인 교육을 받았다. 우세영은 매우 총명하여 16세에 과거 시험 준비를 마쳤다. 그는 18세에 진사시에 합격했지만, 교리 교사 김기호 요한의 권면으로 천주교 입교의 뜻을 품었다. 우세영은 그의 아버지에게 자신이 세례를 받을 수 있도록 허락을 구했지만, 그의 아버지는 강하게 거절하였다. 베르뇌 주교는 젊은 우세영을 교리 교사 정의배 마르코에게 보내 세례를 위한 신앙생활과 영성을 배우도록 하였다. 1863년에 주교는 마침내 우세영에게 개인적으로 세례를 주었고 알렉시오라는 세례명을 주었다. 우세영은 세례를 받은 후에 집으로 돌아와서 가족들에게 매우 냉혹한 대우를 받았지만, 그 모든 어려움을 견뎌냈다.
우세영은 그의 아버지에게 자신이 분가하여 살수 있도록 허락을 구했다. 그의 아버지는 그러는 것이 차라리 낫겠다 하여, 우세영은 한양으로 상경하여 정의배 회장과 함께 살며, 자신의 가족들의 천주교로의 개종을 위해 기도하곤 했다. 그는 교리 서적들을 번역하였으며 십이단 기도문을 편찬하였다.
그 무렵, 우세영의 아버지가 천주교에 대해서 알기를 원했다. 우세영은 고향으로 내려가 그의 가족들에게 교리를 가르쳤다. 우세영의 온가족과 이웃을 포함하여 스무 명이 세례를 받았다. 그 가족의 종교가 그 지역에 잘 알려진 까닭에, 그들은 평양의 논재로 이사했다.
1866년의 음력 설날에, 우세영은 정의배 회장 찾아가 세배를 하고, 고둔리 공소에서 축일을 보냈다. 그러던 중 포졸들이 그 마을을 습격하여 우세영과 교리 교사 유정률 회장등 6명의 모든 남성 천주교인들을 체포하였다. 당시 평양 감영에서 유정률은 죽을 때까지 매를 맞고 그의 시신이 대동강에 던져졌지만, 우세영은 혹형을 이겨내지 못하고 배교하였다. 그는 즉시 뉘우치고 속죄를 위해 단식하였다. 그는 자신의 재산을 모두 불태우고, 수감되어 있는 베르뇌 주교를 찾아가 평양에서 배교하였던 죄를 고해하였다. 우세영은 사죄를 받은 후에, 정의배의 집을 파수하던 포졸들에게 자수하여 체포된 후, 용감하게 모든 고문을 견디며, 배교를 거부했다.
그는 마지막 순간까지, 형리들에게 배교의 유혹을 받았지만, 결코 배교치 않았다. 우세영은 1866년 3월 11일 새남터에서 푸르티에 신부와 프티니콜라 신부 그리고 정의배 등과 함께 참수되고 군문효수되었다. 그렇게 우세영이 순교하던 때의 나이는 22세였다.

## 시복 · 시성
우세영 알렉시오는 1968년 10월 6일에 로마 성 베드로 대성당에서 교황 바오로 6세가 집전한 24위 시복식을 통해 복자 품에 올랐고, 1984년 5월 6일에 서울특별시 여의도에서 한국 천주교 창립 200주년을 기념하여 방한한 교황 요한 바오로 2세가 집전한 미사 중에 이뤄진 103위 시성식을 통해 성인 품에 올랐다.

## 참고 문헌
- Catholic Bishop's Conference Of Korea. 103 Martryr Saints: 우세영 알렉시오 Alexius U Se-yong 보관됨 2014-12-28 - 웨이백 머신
- 가톨릭 사전: 우세영